# 104
| 104                |
| ------------------ |
| Dødsfald - Fødsler |
|                    |

| Gregoriansk kalender | 104 CIV                 |
| Ab urbe condita      | 857                     |
| Armensk kalender     | I/T                     |
| Kinesiske kalender   | 2800 – 2801 癸卯 – 甲辰 |
| Etiopisk kalender    | 96 – 97                 |
| Jødisk kalender      | 3864 – 3865             |
| Hindukalendere       |                         |
| - Vikram Samvat      | 159 – 160               |
| - Shaka Samvat       | 26 – 27                 |
| - Kali Yuga          | 3205 – 3206             |
| Iransk kalender      | 518 BP – 517 BP         |
| Islamisk kalender    | 534 BH – 533 BH         |

Se også 104 (tal)